# Криворожский медицинский колледж
Криворожский медицинский колледж — специализированное среднее учебное заведение в городе Кривой Рог, Украина.

## История
Основан в 1930 году. С 1931 года имел статус медицинского техникума. Располагалось в здании бывшего Окружного зерносоюза по Октябрьской улице, 21. Набор 1930 года составил 90 человек, 1931 и 1932 годов — 80.
С 1932 года входило в систему Криворожского учебно-производственного медицинского комбината Народного комиссариата здравоохранения. Работали дневное и вечернее отделение, рабочий факультет, низшие, средние и старшие группы рабочего университета здравоохранения. В 1932 году открыт вечерний факультет. Действовали химико-фармацевтическое, медицинское и медико-педагогическое отделения.
Во время Великой Отечественной войны обучение прекращено, большинство учеников и преподавателей принимало участие в боевых действиях. Обучение восстановлено в 1944 году.
В 1967 году получило два новых 5-этажных здания на 7700 м², из которых 5500 м² — учебные площади.
На 1969 год обучалось более 700 учащихся. Готовились фельдшеры-лаборанты, медицинские сёстры, акушерки и фармацевты. Большинство студентов обеспечивалось стипендиями и общежитием.